# Drvar
Drvar (v srbské cyrilici Дрвар), v dobách socialistické Jugoslávie Titov Drvar (v srbské cyrilici Титов Дрвар) je město v západní Bosně a Hercegovině, na území Kantonu 10 ve Federaci Bosny a Hercegoviny. Ve městě v roce 1991 žilo 8 053 obyvatel, v roce 2013 již jen 3 730 obyvatel. Název pochází z srbochorvatského slova drvo (dřevo).

## Historie
Město vzniklo za rakousko-uherské okupace Bosny a Hercegoviny jako dělnická kolonie pro zpracování dřeva z okolních lesů. Jeho rozvoj odstartoval na přelomu 19. a 20. století a byl umožněn díky výstavbě úzkorozchodné železnice, která spojovala Drvar s městy Sanski Most a Knin.
Historicky je známé především jako centrum partyzánského boje. Od června 1941 zde probíhalo povstání místního obyvatelstva proti chorvatské fašistické nadvládě. Město často přecházelo mezi jednotlivými znepřátelenými stranami, v první polovině roku 1944 zde koncentrovala partyzánská armáda svoji moc a sídlil zde partyzánský štáb. Němci se pokoušeli Tita zastavit prostřednictvím paradesantního výsadku, nicméně neúspěšně.
Na základě válečných událostí získalo město  název „Titov Drvar“ (který byl po pádu komunistického režimu odstraněn). Bylo zde zřízeno muzeum věnované událostem války a Drvar byl také jedním z řady měst, které patřily k navštěvovaným v souvislosti s kultem partyzánského odboje. 
Ekonomicky se jedná o oblast, kde dominovalo klasicky především zemědělství a rybolov, v dobách komunistické Jugoslávie zde byl rozvíjen dřevozpracující průmysl. Kvůli existenci nedaleké tzv. „Titovy jeskyně“ přijížděly do Drvaru a okolí řady turistů.

## Administrativní členění
Na území opčiny Drvar se nacházejí následující sídla: Ataševac, Bastasi, Brda, Bunčevac, Drvar, Drvar Selo, Gruborski Naslon, Kamenica, Ljeskovica, Mokronoge, Motike, Mrđe, Podić, Podovi, Poljice, Prekaja, Šajinovac, Šipovljani, Trninić Brijeg, Vidovo Selo, Vrtoče, Zaglavica, Župa a Župica.

## Vztah k Česku
V Drvaru zemřel sebevraždou český básník a prozaik Petr Kles (1869–1916), v té době poručík rakousko-uherské armády, nasazený na frontě. Před vypuknutím první světové války působila v Drvaru řada českých, ale i jiných rakousko-uherských odborníků, kteří se podíleli na využívání přírodního bohatství regionu.